# Serghei Prokofiev
Serghei Sergheevici Prokofiev (rusă: Сергей Сергеевич Прокофьев (n. 11/23 aprilie 1891, Sonțovka⁠(d), Gubernia Ekaterinoslav, Imperiul Rus – d. 5 martie 1953, Moscova, RSFS Rusă, URSS) a fost un compozitor, pianist și dirijor rus care a stăpânit numeroase genuri muzicale și este adesea considerat unul dintre cei mai importanți compozitori ai secolului XX. A compus lucrări într-o varietate de genuri, inclusiv opere, balete, simfonii, concerte, muzică de cameră și muzică de film.
Absolvent al Conservatorului din Sankt Petersburg, Prokofiev și-a făcut un renume de compozitor-pianist avangardist, devenind cunoscut pentru o serie de lucrări disonante și virtuoze pentru instrumentul său și prin primele sale două concerte pentru pian. Primul succes al lui Prokofiev în afara arealului pianistic a fost lucrarea orchestrală Suita scită, ce cuprinde muzică inițial pentru un balet comandat de Serghei Diaghilev. Diaghilev a comandat încă trei balete lui Prokofiev: Bufonul, Pasul de oțel și Fiul risipitor - care la vremea producțiilor originale aveau un succes răsunător. Totuși, cel mai mare interes al lui Prokofiev a fost opera și a compus câteva asemenea lucrări, inclusiv Jucătorul și Îngerul de foc. Un succes al lui Prokofiev în acest gen a fost Dragostea celor trei portocale, compusă pentru opera din Chicago, montată ulterior și în Europa și Rusia.
După Revoluția Rusă din 1917, Prokofiev a părăsit Rusia, având binecuvântarea oficială a ministrului sovietic Anatoli Lunacearski și s-a stabilit în Statele Unite, apoi în Germania și la Paris, perioadă în care s-a căsătorit cu cântăreața spaniolă Carolina Codina, cu care a avut doi copii. Datorită situației economice tot mai precare din Europa, Prokofiev a revenit în Rusia în 1936. A avut un succes în această țară - în special cu Locotenentul Kijé, Petrică și lupul, Romeo și Julieta și, poate cel mai important, cu Alexandr Nevski. Invazia nazistă a Uniunii Sovietice l-a determinat să compună cea mai ambițioasă lucrare a sa, opera Război și pace, după romanul lui Lev Tolstoi. În 1948 Prokofiev a fost acuzat de „formalism antidemocratic", fapt ce l-a forțat să compună muzică stalinistă, cum ar fi oratoriul De strajă păcii. Totuși, s-a bucurat de sprijin personal și artistic din partea noii generații de interpreți ruși, inclusiv Sviatoslav Richter și Mstislav Rostropovici.

## Biografie

### Compozițiile din copilărie
Prokofiev s-a născut în 1891 în Sontsovka (astăzi Krasne în Regiunea Donețk din estul Ucrainei), o zonă rurală izolată în Gubernia Ekaterinoslav,  Imperiul Rus. Tatăl său, originar din Moscova, era un inginer agricol, iar mama sa a fost descrisă de Reinhold Glière ca fiind "o femeie înaltă cu ochi magnifici și inteligenți...care știa să creeze în jurul ei o atmosferă caldă și naturală". După ce și-a pierdut două fiice, s-a dedicat muzicii și petrecea două luni pe an la Moscova sau Sankt Petersburg luând lecții de pian. Serghei Prokofiev a fost inspirat după ce și-a auzit mama exersând seara la pian - în special lucrări de Chopin și Beethoven - și a compus prima sa compoziție pentru pian la vârsta de cinci ani, un "Galop indian" care a fost scris pe partitură de mama sa. La vârsta de șapte ani, a învățat să joace șah. La fel ca și muzica, șahul va rămâne o pasiune pentru Prokofiev și a devenit prieten cu campionul mondial la șah José Raúl Capablanca, pe care l-a învins într-o partidă demonstrativă în 1914, și cu Mihail Botvinnik. La vârsta de nouă ani, a compus prima sa operă, Uriașul, precum și o uvertură și alte piese.

### Studiile și primele lucrări controversate
În 1902, mama lui Prokofiev l-a cunoscut pe Serghei Taneiev, directorul Conservatorului din Moscova, care a sugerat inițial ca Prokofiev să înceapă să ia lecții de pian și compoziție de la Alexander Goldenweiser. Când Taneiev a fost incapabil să aranjeze acest lucru, a reușit să îl convingă pe compozitorul și pianistul Reinhold Glière să petreacă vara anului 1902 la Sontsovka, dând lecții lui Prokofiev. Acestea au culminat, la insistențele tânărului Prokofiev în vârstă de 11 ani, cu încercarea sa de a compune o simfonie. Glière a vizitat Sontsovka și în vara anului următor, pentru a continua lecțiile. Decenii mai târziu, când Prokofiev a scris despre lecțiile cu Glière, a lăudat calitățile sale de profesor, dar a fost nemulțumit de faptul că Glière i-a prezentat structura frazală cvadrată și modulații convenționale, pe care ulterior trebuia să le uite. Cu toate acestea, având cunoștințele teoretice necesare, Prokofiev a început să experimenteze cu armoniile disonante și timpii neconvenționali, într-o serie de piese scurte pentru pian, punând astfel bazele propriului său stil muzical.
După o vreme, mama lui Prokofiev și-a dat seama că izolarea din Sontsovka îngrădea dezvoltarea lui muzicală, dar părinții săi au ezitat cu privire la începerea carierei muzicale a fiului lor la o vârstă atât de mică. În 1904, Prokofiev și mama sa au vizitat Sankt Petersburg, pentru a analiza posibilitatea mutării acolo pentru studii. Au făcut cunoștință cu Alexandr Glazunov, profesor la Conservator, care a cerut să îl întâlnească pe Prokofiev. Glazunov a fost atât de impresionat, încât i-a cerut mamei ca fiul ei să se înscrie la Conservatorul din Sankt Petersburg. Până în acest moment, Prokofiev a compus încă două opere, Insulele pustii și Sărbătoare în timpul ciumei, și lucra la a patra, Undine. A trecut testele preliminare și a fost acceptat la Conservator în același an.
Cu câțiva ani mai tânăr decât majoritatea colegilor săi, era văzut ca fiind un individ excentric și arogant și își exprima adesea nemulțumirea cu privire la ore, pe care le vedea ca fiind plictisitoare. În această perioadă a studiat, printre alții, cu Alexander Winkler, Anatoli Liadov, Nikolai Tcherepnin și Nikolai Rimsky-Korsakov. A fost coleg cu compozitorii Boris Asafiev și Nikolai Miaskovski, ultimul devenindu-i prieten apropiat pe viață.
Ca membru al scenei muzicale din Sankt Petersburg, Prokofiev și-a creat reputația de rebel muzical, primind laude pentru compozițiile sale originale, pe care le interpreta el însuși la pian. În 1909, a absolvit cursurile de compoziție având calificative mediocre. A continuat să studieze la Conservator: pianul cu Anna Yesipova și dirijatul cu Nikolai Tcherepnin.
În 1910 a murit tatăl lui Prokofiev, iar sprijinul financiar a încetat. Din fericire, a început să își creeze un renume de compozitor, deși provoca adesea controverse din cauza lucrărilor sale avangardiste. De exemplu, Sarcasmurile pentru pian, op. 17 (1912) utilizează intens politonalitatea iar Studiile op. 2 (1909) și cele Patru piese, op. 4 (1908) sunt lucrări foarte cromatice și disonante. În această perioadă, a compus primele sale două concerte pentru pian, al doilea generând scandal la premiera din 23 august 1913. Conform unui spectator, publicul a părăsit sala, exclamând: „La naiba cu muzica asta futuristă! Și pisicile de pe acoperiș fac muzică mai bună!", deși moderniștii erau în extaz.
În 1911, a primit ajutor de la celebrul muzicolog și critic rus Alexandr Ossovski, care a adresat o scrisoare publicistului muzical Boris P. Jurgenson, care i-a oferit lui Prokofiev un contract. Prokofiev a făcut primul său drum în străinătate în 1913, călătorind la Paris și Londra, unde a cunoscut compania Ballets Russes a lui Serghei Diaghilev.

### Primele balete
În 1914, Prokofiev și-a încheiat cariera de la Conservator, participând la un concurs "bătălia pianelor", o competiție pentru cei mai buni cinci pianiști, premiul fiind un pian cu coadă Schreder. Prokofiev a câștigat concursul interpretând propriul Concert pentru pian, nr. 1. La puțin timp după, a călătorit la Londra, unde a luat legătura cu impresarul Serghei Diaghilev. Acesta a comandat primul balet al lui Prokofiev, Alla și Lolli, dar a respins lucrarea înainte de a fi terminată, când Prokofiev i-a adus-o în Italia, în 1915. La puțin timp, Diaghliev i-a comandat lui Prokofiev baletul Bufonul. Sub îndrumarea lui Diaghliev, Prokofiev și-a ales subiectul dintr-o colecție de basme a etnografului Aleksandr Afanasiev. Povestea, despre un bufon și o serie de scamatorii, i-a fost inițial sugerată de Diaghilev lui Igor Stravinski, ca un posibil subiect, iar Diaghilev și coregraful său Léonide Massine l-au ajutat pe Prokofiev în producția baletului. Datorită lipsei sale de experiență în domeniul baletului, Prokofiev a revizuit extensiv lucrarea în anii 1920, după critica detaliată a lui Diaghilev, înainte de prima producție. Premiera baletului a avut loc la Paris, pe 17 mai 1921, având un mare succes și a fost admirată de o audiență ce îi includea pe Jean Cocteau, Igor Stravinski și Maurice Ravel. Stravinski a spus că „este singura lucrare muzicală modernă pe care poate să o asculte cu plăcere", în vreme ce Ravel a numit-o „o lucrare de geniu".

### Primul Război Mondial și Revoluția
În timpul Primului Război Mondial, Prokofiev a revenit la Conservatorul din Sankt Petersburg, unde a studiat orga pentru a evita recrutarea. A compus opera Jucătorul, bazată pe romanul cu același nume al lui Fiodor Dostoievski, dar repetițiile au fost problematice, iar premiera programată pentru 1917 a trebuit să fie anulată din cauza Revoluției din Februarie. În vara acelui an, Prokofiev a compus prima sa simfonie, Clasica. Acesta este titlul pe care el l-a dat Simfoniei compuse într-un stil pe care, conform lui Prokofiev, l-ar fi utilizat Joseph Haydn dacă ar fi trăit în acea perioadă. Este în stil clasic prin formă, dar incorporează elemente moderne de limbaj muzical. În aceeași perioadă, Prokofiev a compus și Concertul pentru vioară, nr. 1, în Re major, op. 19, care trebuia să aibă premiera în noiembrie 1917. Premierele acestor lucrări au trebuit să fie amânate până pe 21 aprilie 1918, respectiv 18 octombrie 1923. A trăit o perioadă împreună cu mama sa în Kislovodsk din Caucaz. Deoarece situația politică din țara sa era tot mai dificilă, Prokofiev a decis în 1918 să părăsească Rusia, cel puțin temporar. Nu vedea niciun viitor pentru muzica sa experimentală, iar în luna mai s-a îndreptat spre Statele Unite. Înainte de plecare s-a împrietenit cu anumiți bolșevici, precum Anatoli Lunacearski, Comisarul pentru Educație al Poporului, care i-a spus: "Tu ești un revoluționar în muzică, noi suntem revoluționari în viață. Ar trebui să lucrăm împreună. Dar dacă vrei să mergi în America, eu nu îți voi sta în cale."

### Viața în străinătate

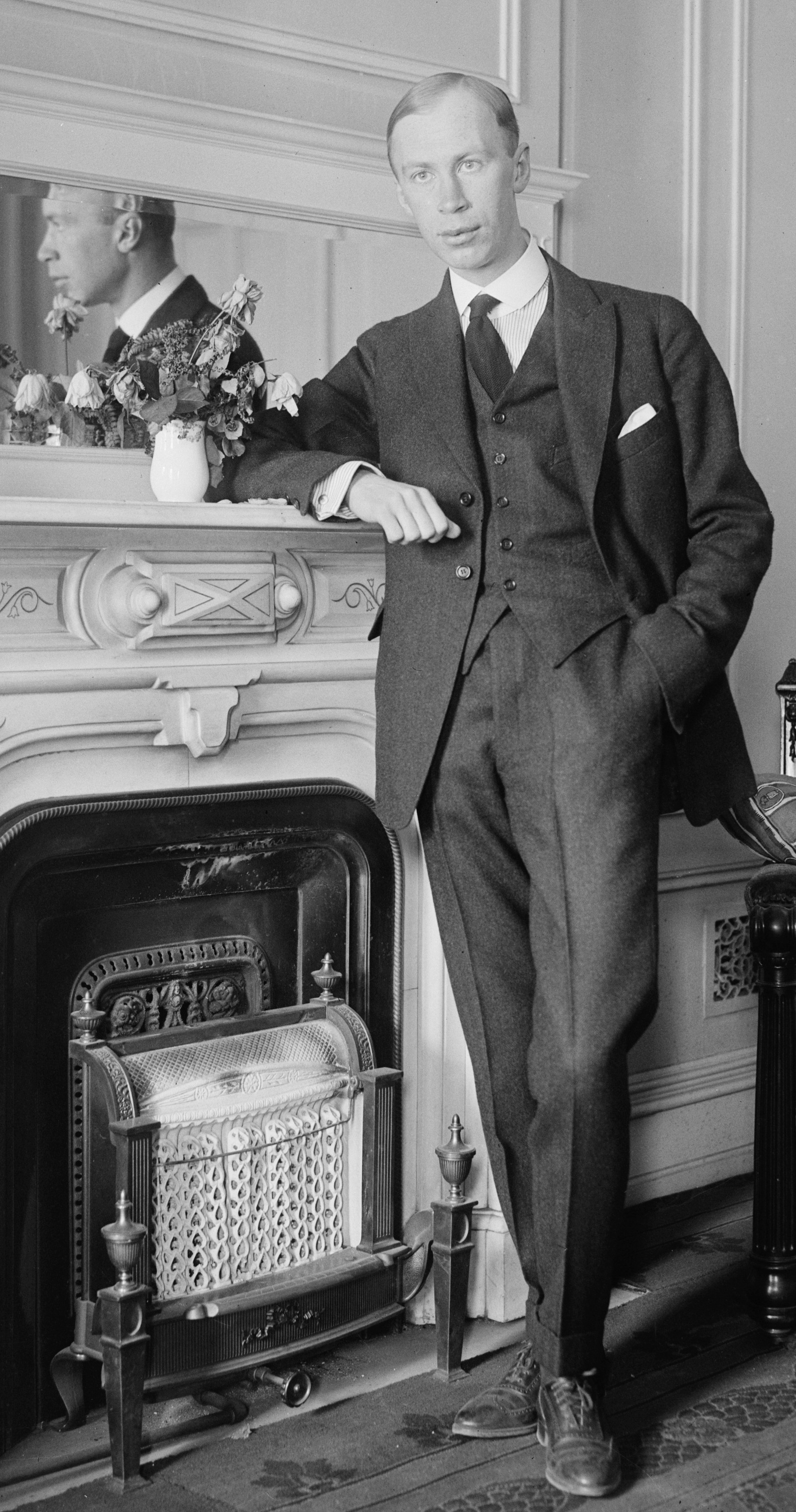
Prokofiev în 1918

La sosirea sa în San Francisco, după ce a fost interogat de oficialii vamali din Angel Island pe 11 august 1918, Prokofiev a fost repede comparat cu alți exilați ruși celebri (cum ar fi Rahmaninov) și a debutat cu succes, după ce a susținut un concert solo în New York, ceea ce a condus la alte angajamente. A primit în curând un contract pentru producția operei Dragostea celor trei portocale dar, datorită bolii și ulterior a morții directorului, premiera a fost amânată. Această întârziere este un alt exemplu al ghinionului avut de Prokofiev în ceea ce privește operele. Acest eșec l-a costat cariera sa americană, deoarece opera i-a ocupat foarte mult timp. În scurt timp, Prokofiev a început să aibă probleme financiare, iar în aprilie 1920 a pornit spre Paris, nedorind să revină în Rusia cu un eșec.
Parisul era mult mai bine pregătit pentru stilul muzical al lui Prokofiev. Și-a reluat angajamentele cu producțiile de balet ale lui Diaghilev și a continuat lucrul la diferite compoziții mai vechi lăsate neterminate, cum ar fi Concertul pentru pian nr. 3. Dragostea celor trei portocale a avut în cele din urmă premiera la Chicago, pe 30 decembrie 1921 sub bagheta compozitorului.
În martie 1922, Prokofiev s-a mutat cu mama sa în Ettal din Alpii Bavariei, unde a stat timp de peste un an pentru a se dedica exclusiv compoziției. Majoritatea acestui interval de timp a fost petrecut lucrând la opera Îngerul de foc, inspirată după romanul cu același nume al lui Valeri Briusov. Lucrările sale din această perioadă au început să fie recunoscute și în Rusia și a primit câteva invitații să revină, dar a decis să rămână în Europa. În 1923 s-a căsătorit cu cântăreața spaniolă Carolina Codina (1897-1989), cunoscută sub numele de scenă Lina Llubera, înainte să se mute înapoi la Paris.
Acolo câteva dintre lucrările sale, cum ar fi Simfonia nr. 2, au fost interpretate, dar s-au bucurat de un succes modest. Totuși, Simfonia l-a determinat pe Diaghilev să îi comande lui Prokofiev baletul Pasul de oțel, un balet modernist produs cu intenția de a înfățișa industrializarea Uniunii Sovietice. A avut parte de o receptare entuziastă atât din partea publicului parizian, cât și din partea criticilor.
Prokofiev și Stravinski și-au reluat prietenia, deși lui Prokofiev nu îi plăceau în mod deosebit lucrările lui Stravinski din această perioadă și s-a sugerat că folosirea de către Prokofiev a textului din lucrarea Simfonia Psalmilor a lui Stravinski pentru a caracteriza invazia Cavalerilor Teutoni din filmul lui Serghei Eisenstein, Alexandr Nevski, a fost cu intenția de a sugera un atac asupra muzicii lui Stravinski. Totuși Stravinski îl admira mult pe Prokofiev, spunând că este cel mai bun compozitor rus al vremii, după el însuși.
În jurul anului 1927, situația lui Prokofiev a început să se îmbunătățească. Avea comenzi importante din partea lui Diaghilev și a efectuat turnee în Rusia. În plus, montarea operei Dragostea celor trei portocale în Leningrad a avut un succes foarte important. Alte două opere (printre care Jucătorul) au fost montate în Europa, iar în 1928 Prokofiev a finalizat Simfonia nr. 3, care era ușor inspirată după opera sa nejucată Îngerul de foc. Dirijorul Sergei Kusevitsky a numit Simfonia nr. 3 „cea mai bună simfonie de la Simfonia nr. 6 a lui Ceaikovski încoace".
Între 1928 și 1929, Prokofiev a compus ceea ce se va dovedi a fi ultimul său balet pentru Diaghilev, Fiul risipitor, care a avut premiera pe 21 mai 1929, la Paris, cu Serge Lifar în rolul principal. Diaghilev a murit la doar câteva luni după aceea.
În 1929, Prokofiev a compus Divertimento, op. 43 și a revizuit Sinfonietta, op. 5/48, o lucrare începută pe vremea când era student la Conservator. Prokofiev a scris în autobiografia sa că nu înțelegea de ce Sinfonietta era atât de rar interpretată, deși Simfonia Clasica era interpretată peste tot. Mai târziu în acel an și-a accidentat ușor mâinile în urma unui accident de mașină, care l-a împiedicat să interpreteze la Moscova. După ce s-a vindecat, a efectuat un turneu de succes în Statele Unite, dar și în Europa.
În 1930, Prokofiev a început să lucreze la primul său balet non-Diaghilev, Pe Boristen, Op. 51, a lucrare comandată de Serge Lifar, care a fost numit prim-balerin al Operei din Paris. În 1931 și 1932, a terminat Concertele pentru pian nr. 4 și nr. 5.
La începutul anilor 1930, Prokofiev a început să simtă tot mai mult dorul Rusiei. A mutat tot mai multe premiere și comenzi de la Paris în țara sa natală. O asemenea lucrare a fost Locotenentul Kijé, comandată ca și coloană sonoră pentru un film sovietic. O altă comandă, din partea Teatrului Kirov din Leningrad, a fost baletul Romeo și Julieta, care astăzi este una dintre cele mai cunoscute lucrări ale lui Prokofiev. Totuși, finalul fericit al baletului (contrar finalului lui Shakespeare), a cauzat amânarea premierei lucrării pentru câțiva ani.

### Revenirea în Uniunea Sovietică
În 1936, Prokofiev a revenit definitiv în Uniunea Sovietică, urmat de familia sa, un an mai târziu. În această perioadă, politica oficială a statului cu privire la muzică s-a schimbat: un birou special, Uniunea Compozitorilor Sovietici, a fost înființat pentru a urmări toate activitățile artiștilor. Prin limitarea influențelor străine, această politică va cauza izolarea completă a compozitorilor ruși față de restul lumii. Atât Prokofiev, cât și Șostakovici au fost bănuiți de „tendințe formaliste". Forțat să accepte aceste circumstanțe noi (orice comentarii ar fi avut în particular despre ele), Prokofiev a compus o serie de lucrări de propagandă (Op. 66, 79 și 89), pe versuri de poeți sovietici, care aveau aprobare oficială. În aceeași perioadă, Prokofiev a compus muzică pentru copii (Trei cântece pentru copii și Petrică și lupul, printre altele) precum și monumentala Cantată pentru a 20-a aniversare a Revoluției din Octombrie, care a fost interzisă și a avut premiera parțială abia în 1966.
În 1938, Prokofiev a colaborat cu Eisenstein pentru a compune muzica filmului epic istoric Alexandr Nevski. Pentru această producție, Prokofiev a compus una dintre cele mai inventive și dramatice lucrări ale sale. Deși filmul avea o înregistrare audio foarte slabă calitativ, Prokofiev a adaptat cea mai mare parte a muzicii într-o cantată pentru mezzosoprană, orchestră și cor, care a fost frecvent interpretată și înregistrată. În tandem cu succesul înregistrat de Alexandr Nevski, Prokofiev a compus prima sa operă sovietică, Semyon Kotko, care trebuia să fie produsă de regizorul Vsevolod Meyerhold. Totuși, premiera lucrării a fost amânată, deoarece Meyerhold a fost arestat pe 20 iunie 1939 de către NKVD (poliția secretă a lui Stalin) și a fost executat pe 2 februarie 1940. La câteva luni după arestarea lui Meyerhold, Prokofiev a fost „invitat" să compună Zdravitsa (Multă sănătate, tradus uneori drept Glorie lui Stalin, op. 85) pentru a sărbători a 60-a aniversare a lui Stalin.
În 1939, Prokofiev a compus Sonatele pentru pian nr. 6, 7 și 8, Op. 82-84, cunoscute astăzi sub numele de „Sonatele de Război". La premierele lucrărilor, au interpretat Prokofiev (Nr. 6, 8 aprilie 1940), Sviatoslav Richter (Nr. 7, Moscova, 18 ianuarie 1943) și Emil Gilels (Nr. 8, Moscova, 30 decembrie 1944). Biograful Daniel Jaffé a declarat că Prokofiev, „fiind forțat să compună o evocare glorioasă a nirvanei pe care Stalin dorea ca toată lumea să creadă că el a creat-o" (Zdravitsa), în aceste lucrări a expus „adevăratele sale sentimente". Ca dovadă, Jaffé a indicat faptul că partea centrală a Sonatei nr. 7 se deschide cu o temă bazată pe liedul lui Schumann Wehmut („Tristețe", care apare în colecția Liederkreis, op. 39, a lui Schumann). În mod ironic (deoarece se pare că nimeni nu a observat aluzia), Sonata Nr. 7 a primit Premiul Stalin (Clasa a doua), iar Sonata nr. 8 Premiul Stalin Clasa Întâi, chiar dacă lucrările au fost ulterior interpretate ca reprezentând felul lui Prokofiev de „a-și exprima ura și frustrarea cu privire la regimul sovietic".

### Perioada războiului
Prokofiev avea de gând să compună o operă după romanul Război și pace al lui Lev Tolstoi când invazia Germaniei asupra Rusiei din 22 iunie 1941 a făcut necesitatea compunerii acestei lucrări urgentă. Lui Prokofiev i-au fost necesari doi ani să compună prima versiune a operei Război și pace. Din cauza războiului, a fost evacuat împreună cu un număr mare de artiști, inițial în Caucaz, unde a compus Cvartetul de coarde nr. 2 (Op. 92). În această perioadă, relația sa cu scriitoarea și libretista Mira Mendelson (1915-1968) a dus la destrămarea relației sale cu soția sa Lina, deși cei doi nu au divorțat niciodată în mod oficial. Prokofiev a încercat să o convingă pe Lina și pe cei doi fii ai săi să părăsească Moscova, dar ea a ales să rămână.
În perioada războiului, restricțiile asupra stilului și cerința ca artiștii să compună lucrări într-un stil „realist socialist" au fost diminuate, iar Prokofiev a fost astfel capabil să compună în stilul său propriu. Sonata pentru vioară nr. 1 (Op. 80), Anul 1941 (Op. 90) și Balada băiatului rămas necunoscut (Op. 93) au fost compuse în această perioadă. Unii critici au remarcat faptul că încărcătura emoțională a primei Sonate pentru vioară și a multor alte lucrări ale lui Prokofiev din această perioadă „au de a face mai mult cu antistalinismul decât cu războiul în sine"</ref> și că majoritatea lucrărilor sale târzii „rezonează cu ironiile întunecate și tragice ce pot fi interpretate doar ca fiind critici la adresa represaliilor lui Stalin".
În 1943, Prokofiev i s-a alăturat lui Eisenstein în Alma-Ata, cel mai mare oraș din Kazahstan, pentru a compune muzică de film (Ivan cel Groaznic) și baletul Cenușăreasa, una dintre cele mai cunoscute și melodioase compoziții ale sale. Tot în acel an, a interpretat fragmente din opera Război și pace colectivului de la Teatrul Bolșoi. Totuși, guvernul sovietic avea anumite păreri despre operă ce au condus la numeroase revizuiri. În 1944, Prokofiev s-a mutat într-o colonie a compozitorilor de la periferia Moscovei, pentru a compune Simfonia nr. 5 (op. 100), care se va dovedi a fi cea mai cunoscută simfonie a sa, atât în Rusia, cât și în străinătate. La puțin timp, Prokofiev a suferit o contuzie provocată în urma unei căzături cauzate de hipertensiune arterială cronică. Nu s-a recuperat niciodată de pe urma acestei leziuni care i-a afectat serios productivitatea din anii următori, deși unele dintre ultimele sale lucrări sunt la fel de bune ca și cele care au fost compuse înainte.

### Ultimii ani
Prokofiev a avut timp să compună Simfonia nr. 6 (op. 111) și Sonata pentru pian nr. 9 (op. 103) înainte ca Partidul, pe baza Doctrinei Jdanov, să își schimbe opinia despre muzica sa. Sfârșitul războiului a permis Partidului să strângă legăturile sale asupra artiștilor, iar compozitorii erau din nou forțați să elimine influențele străine din muzica lor. Muzica lui Prokofiev era văzută în această perioadă drept un exemplu grav de formalism și a fost clasificat drept „antidemocratic". Deoarece majoritatea lucrărilor sale au fost interzise, sălile de concert și operele, speriate, au refuzat să îi mai programeze lucrările, iar Prokofiev a început să aibă grave probleme financiare.
Pe 20 februarie 1948, soția lui Prokofiev, Lina, a fost arestată pentru „spionaj" după ce a încercat să trimită bani mamei sale din Spania. A fost condamnată la 20 de ani de închisoare, dar a fost eliberată în 1953, după moartea lui Stalin, iar în 1974 a părăsit Uniunea Sovietică.
Ultimele opere ale lui Prokofiev au fost anulate de către Teatrul Kirov. Acest eșec, combinat cu starea sa de sănătate tot mai precară, l-a determinat pe Prokofiev să se retragă treptat din viața muzicală activă. Medicii i-au recomandat să își limiteze activitățile, fiindu-i permis să compună o oră, maxim două ore pe zi. În 1949, a compus Sonata pentru violoncel în Do major, Op. 119 pentru Mstislav Rostropovici (la acea vreme, în vârstă de 22 de ani), care a interpretat-o la premiera din 1950, împreună cu Sviatoslav Richter. Pentru Rostropovici, Prokofiev a recompus și Concertul pentru violoncel, transformându-l într-o simfonie-concert, ultima sa capodoperă importantă și un punct de referință din repertoriul pentru violoncel și orchestră. Ultima interpretare publică din timpul vieții sale a fost Simfonia nr. 7 (op. 131), din 1952.

### Moartea

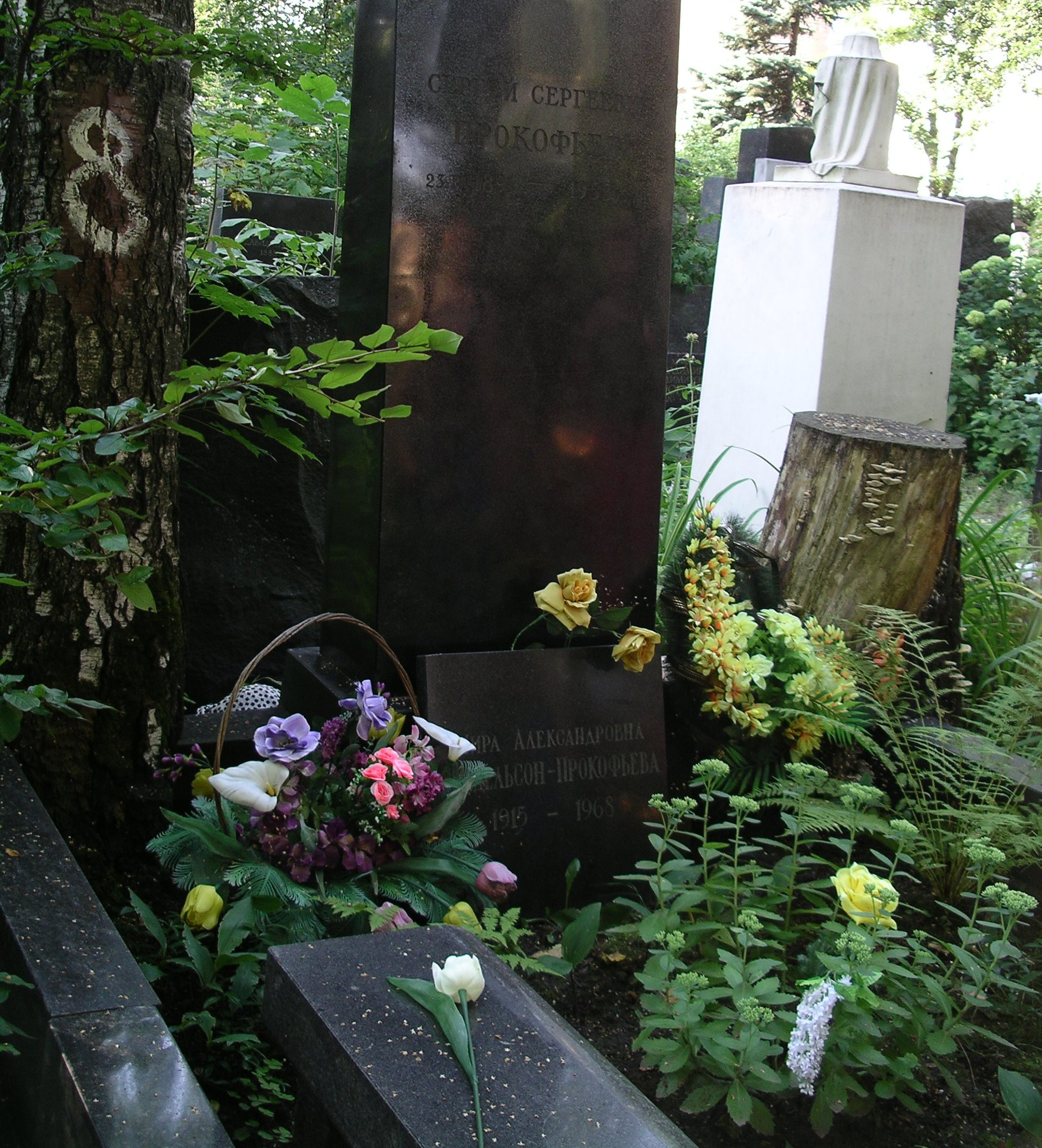
Mormântul lui Serghei Prokofiev

Serghei Prokofiev a decedat la vârsta de 61 de ani, pe 5 martie 1953, în aceeași zi cu Iosif Stalin. În ultimii ani de viață a locuit în apropiere de Piața Roșie iar pentru trei zile mulțimea s-a adunat pentru a-l jeli pe Stalin, lucru care a făcut imposibil transportul sicriului cu trupul neînsuflețit al lui Prokofiev la sediul Uniunii Compozitorilor pentru serviciile funerare. Este înmormântat la Cimitirul Novodevichy din Moscova.
Publicația muzicală de bază a Uniunii Sovietice a anunțat moartea lui Prokofiev într-un scurt articol la pagina 116; primele 115 pagini au fost dedicate morții lui Stalin. De obicei, moartea lui Prokofiev este atribuită unei hemoragii cerebrale. Deși bolnav cronic în ultimii opt ani de viață, cauza exactă a morții lui Prokofiev rămâne nesigură.
Lina Prokofieva a mai trăit mulți ani după moartea lui Prokofiev, murind la Londra la începutul anului 1989. Încasările din drepturile de autor ale soțului ei i-au furnizat un venit modest. Fiii lui Prokofiev Sviatoslav (1924-2010), arhitect, și Oleg (1928-1998), pictor, sculptor și poet, și-au dedicat mare parte din viața lor pentru promovarea vieții și muzicii tatălui lor.

## Înregistrări
Prokofiev a fost solist împreună cu Orchestra Simfonică din Londra dirijată de Piero Coppola în prima înregistrare a Concertului pentru pian nr. 3 al său, înregistrat la Londra în iunie 1932. Prokofiev a înregistrat și o parte dintre lucrările sale pentru pian solo la Paris pentru HMV în februarie 1935; aceste înregistrări sunt disponibile pe CD. În 1938, a dirijat Orchestra Filarmonică din Moscova pentru înregistrarea celei de-a doua suite din baletul Romeo și Julieta; această înregistrare a fost disponibilă pe Long play și CD. O altă înregistrare inițial atribuită lui Prokofiev și Orchestra din Moscova a fost Concertul pentru vioară nr. 1, cu David Oistrah în calitate de solist; Everest Records a lansat această înregistrare pe CD. În ciuda atribuirii, dirijor s-a dovedit a fi Aleksandr Gauk. A fost descoperit un filmuleț cu Prokofiev interpretând la pian o parte din muzica sa pentru opera Război și pace și apoi explicând muzica sa.

## Premii și onoruri
- Șase Premii Stalin

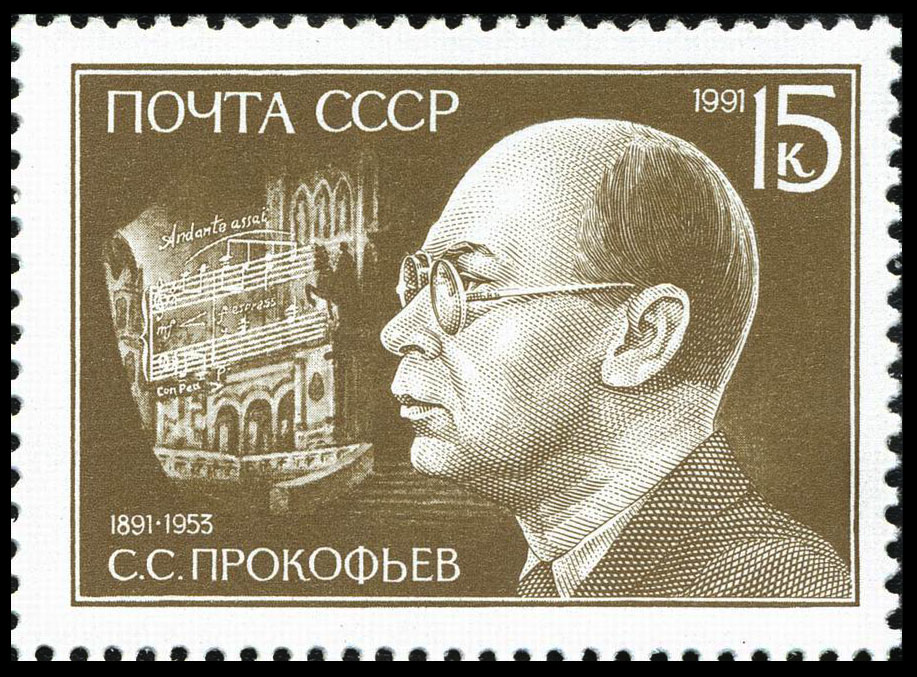
Timbru comemorativ sovietic din 1991 pentru aniversarea a 100 de ani de la nașterea lui Prokofiev

  - (1943): Clasa a doua - pentru Sonata pentru pian nr. 7
  - (1946): Clasa întâi - pentru Simfonia nr. 5 și Sonata pentru pian nr. 8
  - (1946): Clasa întâi - pentru muzica filmului Ivan cel Groaznic
  - (1946): Clasa întâi - pentru baletul Cenușăreasa
  - (1947): Clasa întâi - pentru Sonata pentru vioară nr. 1
  - (1951): Clasa a doua - pentru suita vocal-simfonică Foc de tabără în iarnă și oratoriul De strajă păcii
- Premiul Lenin - Simfonia nr. 7 (1957, postum)
- Artistul Poporului al RSFSR (1947)
- Ordinul Steagul Roșu al Muncii

## Principalele lucrări

### Opere
- Maddalena, Op. 13 (1911-1913)
- Jucătorul, Op. 24 (1915-1916, revizuită în 1927); după Dostoievski
- Dragostea celor trei portocale, Op. 33 (1919)
- Îngerul de foc, Op. 37 (1919-1927)
- Semyon Kotko, Op. 81 (1939)
- Logodna într-o mănăstire, Op. 86 (1940-1941)
- Război și pace, Op. 91 (1941-1952), după Tolstoi
- Povestea unui om adevărat, Op. 117 (1947-1948)

### Balete
- Bufonul, Op. 21 (1915, revizuită în 1920)
- Pasul de oțel, Op. 41 (1925-1926)
- Fiul risipitor, Op. 46 (1928-1929)
- Romeo și Julieta (Ромео и Джульетта), Op. 64 (1935-1936)
- Cenușăreasa (Золушка), Op. 87 (1940-1944)
- Floarea de piatră (Каменный цветок), Op. 87 (1940-1944)

### Simfonii
- Simfonia nr. 1 în Re major Clasica, Op. 25 (1916-1917)
- Simfonia nr. 2 în Re minor, Op. 40 (1924-1925)
- Simfonia nr. 3 în Do minor, Op. 44 (1928)
- Simfonia nr. 4 în Do major, Op. 47 (1929-1930) - revizuită ca Op. 112 în 1947
- Simfonia nr. 5 în Si bemol major, Op. 100 (1944)
- Simfonia nr. 6 în Mi bemol minor, Op. 111 (1945-1947)
- Simfonia nr. 7 în Do diez minor, Op. 131 (1951-1952)

### Concerte
Pian
- Concertul pentru pian nr. 1 în Re bemol major, Op. 10 (1911-1912)
- Concertul pentru pian nr. 2 în Sol minor, Op. 16 (1912-1913, pierdut, rescrisă în 1923)
- Concertul pentru pian nr. 3 în Do major, Op. 26 (1917-1921)
- Concertul pentru pian nr. 4 în Si bemol major, Op.53 (1931) - pentru mâna stângă (compus pentru Paul Wittgenstein)
- Concertul pentru pian nr. 5 în Sol major, Op. 55 (1932)

Vioară
- Concertul pentru vioară nr. 1 în Re major, Op. 19 (1916-1917)
- Concertul pentru vioară nr. 2 în Sol minor, Op. 63 (1935)

Violoncel
- Concertul pentru violoncel în Mi minor, Op. 58 (1933-1938)
- Simfonie-Concert pentru violoncel și orchestră în Mi minor, Op. 125 (1950-1952)

### Muzică de cameră
- Uvertură pe teme evreiești, Op. 34 (1919) pentru clarinet, cvartet de coarde și pian
- Cvintet în Sol minor, Op. 39 (1924) pentru oboi, clarinet, vioară, violă și contrabas
- Cvartetul de coarde nr. 1 în Si minor, Op. 50 (1930)
- Cvartetul de coarde nr. 2 în Fa major, Op. 92 (1941)